# Casino virtuel
 (novembre 2021).
Un casino virtuel est un casino accessible via des moyens de télécommunication. En général un casino virtuel est accessible par Internet.
Les casinos virtuels offrent souvent des taux de reversement plus élevés que les casinos réels, car ils ont des frais de fonctionnement beaucoup moins élevés (moins de personnel, pas de bâtiment pour accueillir les joueurs, etc.).
Leur principe de fonctionnement, international, pose cependant de nombreux problèmes aux législateurs car il permet de se passer des limitations nationales des États.

## Principe de fonctionnement

### Installation
Les casinos virtuels sont divisés en deux grandes catégories :
- Avec téléchargement : Le joueur doit d'abord télécharger un programme à installer sur son ordinateur personnel, et ce programme communique avec le serveur de jeux.
- Sans téléchargement : L'affichage est géré directement par le serveur de jeux, en HTML, Java ou en Flash.

Les casinos avec téléchargement offrent généralement des graphismes et des animations de meilleure qualité au prix du temps nécessaire pour le téléchargement et l'installation.
Aujourd'hui, la plupart des casinos en ligne fonctionnent sans téléchargement et sont compatibles avec tous les appareils.

### Jeu
Le joueur effectue ses paris sur son ordinateur personnel. Ses choix sont transmis à un serveur de jeux. Ce dernier utilise un générateur de nombres pseudo-aléatoires (PRNG) pour déterminer l’issue de la partie. Puis, il calcule les pertes ou les gains et renvoie le résultat à l'ordinateur du joueur pour affichage (généralement avec animations graphiques et sonores). Il est impossible de savoir si le logiciel utilisé est vraiment aléatoire et de nombreux témoignages font récits de logiciels qui font perdre les joueurs au bénéfice exclusif du casino en ligne.

### Bonus
La plupart des casinos virtuels offrent à leurs membres des bonus. Il s'agit là d'une des différences fondamentales du casino virtuel avec le casino dit "terrestre" ou "réel". Les bonus offerts sont en effet assortis de conditions de paris. Il s'agit de conditions que les joueurs devront absolument remplir afin de pouvoir retirer leurs gains éventuels. Celles-ci sont plus ou moins ou exigeantes et varient en fonctions des casinos en ligne. Certains sites exigeront ainsi jusqu'à deux cents fois la mise en jeu du montant de bonus reçu, d'autres seulement trente fois. Il existe plusieurs types de bonus, on distingue par exemple les bonus de bienvenue des bonus promotionnels qui sont généralement offerts de manière hebdomadaire.

## Quelques chiffres
Les casinos en ligne représentent une part de plus en plus grande sur le chiffre d'affaires des jeux d'argent en ligne. En 2010, on pouvait déjà compter 865 casinos virtuels exerçant à travers le monde, contre un peu plus de 700 en 1998. Début 2015, 85 pays avaient adopté une législation sur les jeux d'argent en ligne et casinos, ce qui permet d'estimer l'activité mondiale à 35 milliards de dollars cette même année, et ce chiffre est en constante hausse. Pour en témoigner, en 2000 les casinos en ligne généraient, selon une estimation, 2,2 milliards de dollars et en 2008 ce chiffre grimpait à 21 milliards de dollars, soit quasiment dix fois plus en moins de dix ans,.

## Législation
Les législations des pays sur les casinos virtuels se répartissent en cinq grandes catégories :
1. Pas de législation spécifique.
2. Interdiction légale : il est interdit d'exploiter un casino virtuel ou d'y placer des paris.
3. Autorisation locale : des opérateurs du pays (en général des monopoles) peuvent exploiter des casinos virtuels sur lesquels les paris sont autorisés uniquement aux résidents du pays.
4. Examen en cours : un débat est en cours sur l'opportunité de légaliser les jeux en ligne. Le plus souvent, quand le débat est initié cela témoigne d'une volonté d'aller jusqu'à la légalisation, en général sous le principe de l'autorisation locale.
5. Autorisation générale : les pays qui ont autorisé l'exploitation de casinos virtuels internationaux sur leur sol.

### Application
Il est quasiment impossible aux pays interdisant d'aller jouer sur des casinos en ligne d'effectuer le moindre contrôle, d'autant plus que les serveurs de jeux sont situés dans des territoires où cette activité est légale.
Les États-Unis étudient cependant la possibilité de rendre les banques responsables (et donc les charger d'interdire) les transferts de fonds vers les casinos en ligne : les mises sont en effet le plus souvent effectuées par carte de crédit.

### En France
En France, depuis 2010 et la loi d'ouverture a la concurrence, l'ANJ (anciennement l'ARJEL) est le seul organisme responsable de la délivrance des licences d’exploitation à des opérateurs agréés. Toutefois, les casinos non régulés existent toujours. Depuis l'adoption de cette loi, bon nombre de sites ont cessé d'offrir leurs services à la communauté des parieurs.
Selon la société d’intelligence économique H2 Gambling Capital, le marché gris représente plus de 357 Millions d’euros en 2015, soit près d’un tiers du marche régulé en France.
Une étude récente commandée par l'ANJ indique que le produit brut des jeux (PBJ) généré en France par les sites Internet illégaux se situerait entre 748 millions et 1,5 milliard d’euros, soit entre 5 et 11% du marché global des jeux d’argent. Cette étude a permis d’identifier plusieurs centaines de casinos en ligne illégaux qui ne garantissent aucun sécurité aux joueurs et ne bénéficient pas des protections et du mécanisme d'interdiction volontaire prévus par la loi.
Compte tenu de la difficulté à bloquer les sites de casino en ligne illégaux, un projet de loi a été présentée en octobre 2023 afin de permettre aux opérateurs de casinos terrestres de proposer des jeux de casino en ligne à partir de 2025. À partir de 2030 cette autorisation serait étendue à tous les autres opérateurs de casino en ligne désireux d'offrir leurs services aux joueurs français.

### En Belgique
Depuis 2011, la loi belge permet aux opérateurs détenant déjà une licence pour leurs activités « en dur » d'obtenir une licence online. Les premières licences de casino en ligne ont été délivrées en décembre 2011 et une trentaine de sites de casino sont actuellement autorisés à opérer en Belgique.
La législation belge a voulu encadrer au mieux les jeux d’argent en ligne. Ainsi, sont interdits de jouer toutes les personnes âgées de moins de 21 ans ainsi que les personnes interdites de jeux.
Depuis le 1er juillet 2023, un arrêté royal interdit dorénavant la publicité pour les jeux d'argent. L'objectif initial de ce texte était de supprimer la publicité physique et le sponsoring pour les jeux d'argent, mais son application a été un désastre au niveau des casinos en ligne avec la prolifération des sites de jeux illégaux. 

### En Suisse
En Suisse, l’exploitation de jeux d'argent sur Internet est autorisée depuis le 1er janvier 2019, date d'entrée en vigueur de la nouvelle loi sur les jeux d'argent (LJAr). Cette loi permet aux maisons de jeu terrestres de proposer des jeux de casino en ligne aux joueurs suisses. 
La Suisse compte actuellement 21 maisons de jeu et 10 d'entre elles peuvent actuellement proposer une offre de casino virtuel. 